# Биандрате
Биандра̀те (на италиански: Biandrate, на местен диалект: Biandrà, Биандра) е село и община в Северна Италия, провинция Новара, регион Пиемонт. Разположено е на 160 m надморска височина. Населението на общината е 1317 души (към 2014 г.).